# Paranthura lifuensis
Paranthura lifuensis là một loài chân đều trong họ Paranthuridae. Loài này được Stebbing miêu tả khoa học năm 1900.